# Alloschizidium eeae
Alloschizidium eeae är en kräftdjursart som först beskrevs av Roberto Argano och Utzeri 1973.  Alloschizidium eeae ingår i släktet Alloschizidium och familjen klotgråsuggor. Inga underarter finns listade i Catalogue of Life.